# Mühlbachquelle (Dietfurt an der Altmühl)
Koordinaten: 49° 1′ 21,5″ N, 11° 37′ 6,4″ O
Die Mühlbachquelle (auch Große Mühlbachquelle) ist eine Karstquelle in Mühlbach, einem Ortsteil der Oberpfälzer Stadt Dietfurt im Landkreis Neumarkt in der Oberpfalz in Bayern.
Sie ist Bestandteil des Naturparks Altmühltal und der Fränkischen Alb.

## Beschreibung

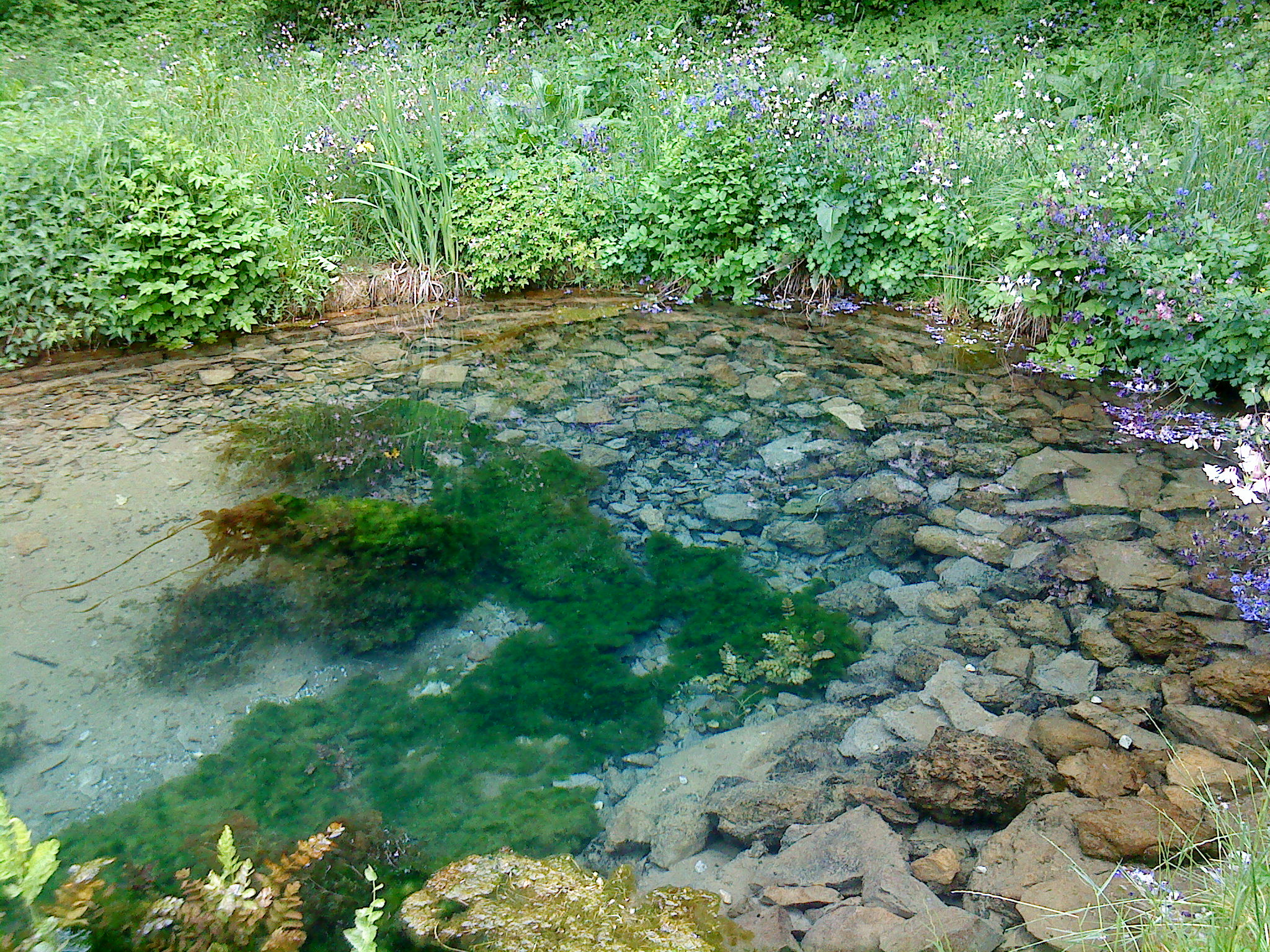
Quellaustrittstelle der Mühlbachquellhöhle

Die Mühlbachquelle liegt im Stadtteil Mühlbach, der den Boden eines oberhalb trockenen, nach Süden zur Altmühl laufenden kleinen Tales auf ganzer Breite einnimmt, auf 370 m ü. NN am linken Hangfuß. Die Karstquelle des Mühlbaches schüttet durchschnittlich etwa 300 Liter Wasser pro Sekunde aus der Mühlbachquellhöhle und ist damit eine der stärksten Karstquellen Bayerns. Das zutage tretende Wasser hat ganzjährig eine Temperatur von 9 °C. Es wird von einem Wehr etwa 2 Meter hoch zu einem unter Denkmalschutz stehenden Quellteich gestaut und treibt bis heute das Wasserrad der so genannten Obermühle an. Markierungsversuche zeigten den Zusammenhang mit einem Dolinenfeld östlich von Eutenhofen im trockenen sogenannten Thanngründltal, das rund 4 km nordöstlich der Quelle etwa hundert Meter weiter oben auf der Hochebene liegt.
Fälschlicherweise wird die Quelle oft als Quelltopf bezeichnet, was aber nicht stimmt, denn sie entspringt im Hangschutt. Etwa hundert Meter weiter südlich liegt in etwa gleicher Höhe und ebenfalls am östlichen Ortsrand eine weitere Quelle, deren Abfluss sich westlich der Ortskirche mit dem der beschriebenen Großen Mühlbachquelle vereint.

## Geotop
Die Quelle ist vom Bayerischen Landesamt für Umwelt als Geotop 373Q001 und Naturdenkmal ausgewiesen.

## Zugang
Das eingezäunte Areal um den Quellaustritt befindet sich in Privatbesitz und kann nur im Rahmen von Führungen betreten werden.